# Xylographus subsinuatus
Xylographus subsinuatus es una especie de coleóptero de la familia Ciidae.

## Distribución geográfica
Habita en Madagascar.